# Blenina fasciata
Blenina fasciata är en fjärilsart som beskrevs av W. Warren 1913. Blenina fasciata ingår i släktet Blenina och familjen trågspinnare. Inga underarter finns listade i Catalogue of Life.